# Erupțiile vulcanului Eyjafjallajökull din 2010

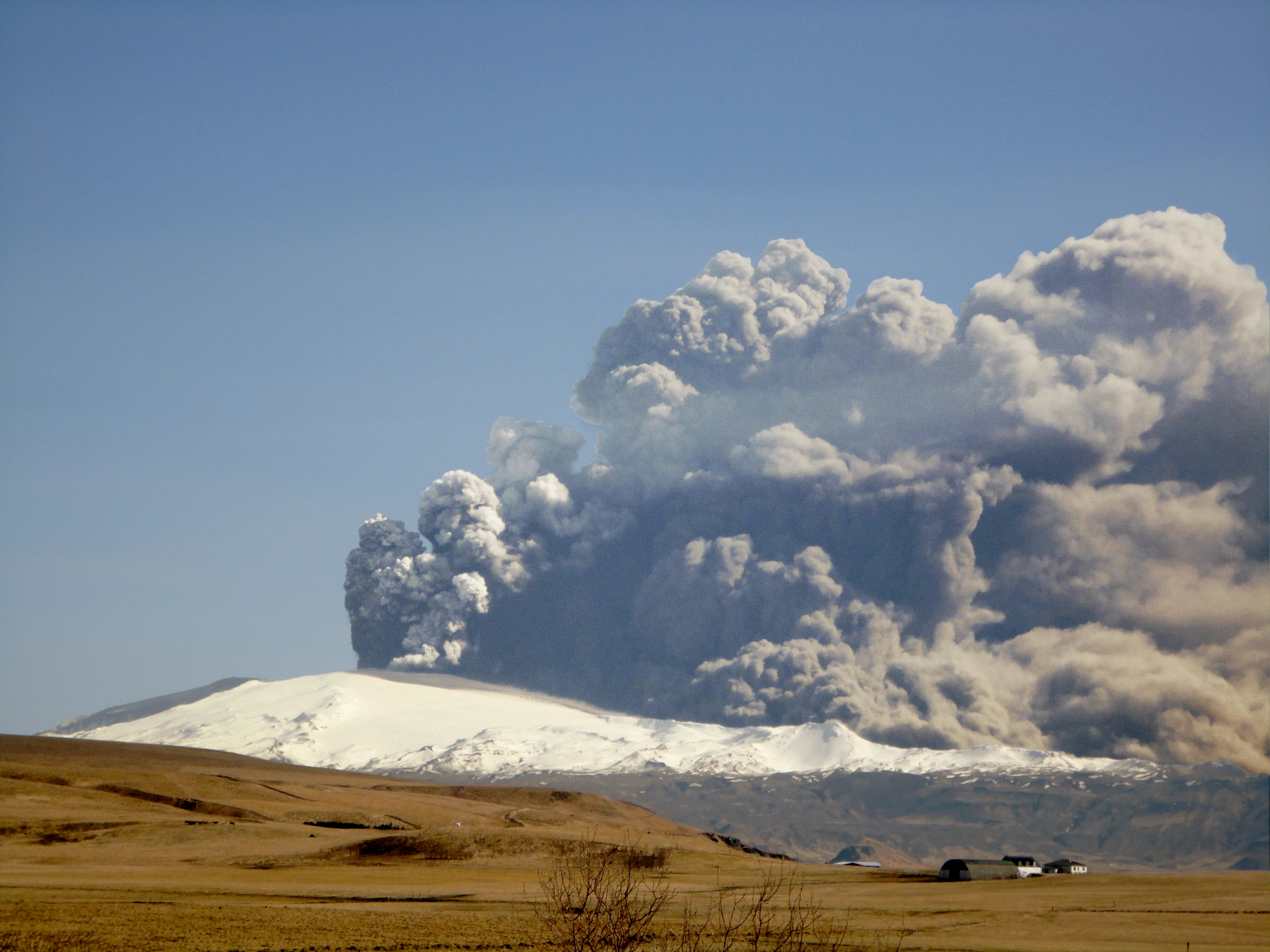
A doua erupţie, din 17 aprilie 2010

Erupțiile vulcanului Eyjafjallajökull din 2010 au fost o serie de evenimente vulcanice ce au avut loc la Eyjafjallajökull în Islanda în martie-aprilie 2010. Activitatea seismică a început la sfârșitul anului 2009, vulcanul erupând după aproape 200 de ani de inactivitate la 20 martie 2010. A avut un VEI (Volcanic Explosivity Index, „index de explozivitate vulcanică”) de gradul 1. O a doua erupție, la 14 aprilie 2010, a cauzat întreruperi serioase ale traficului aviatic în mai multe țări europene.

## Istoria
Eyjafjallajökull (pronunție AFI, [/ˈɛɪjaˌfjatlaˌjœkʏtl̥ /ⓘ]) este un ghețar din Islanda. Se află la nord de Skógar și la vest de ghețarul mai mare Mýrdalsjökull.
Vulcanul, care are o înălțime de 1666 m, este acoperit de o calotă glacială de 200 m grosime. În trecut au avut loc trei erupții principale: în 920, în 1612 și în 1823. Erupțiile acestea au fost urmate de erupții ale vulcanului din apropiere, Katla.

## Prima erupție

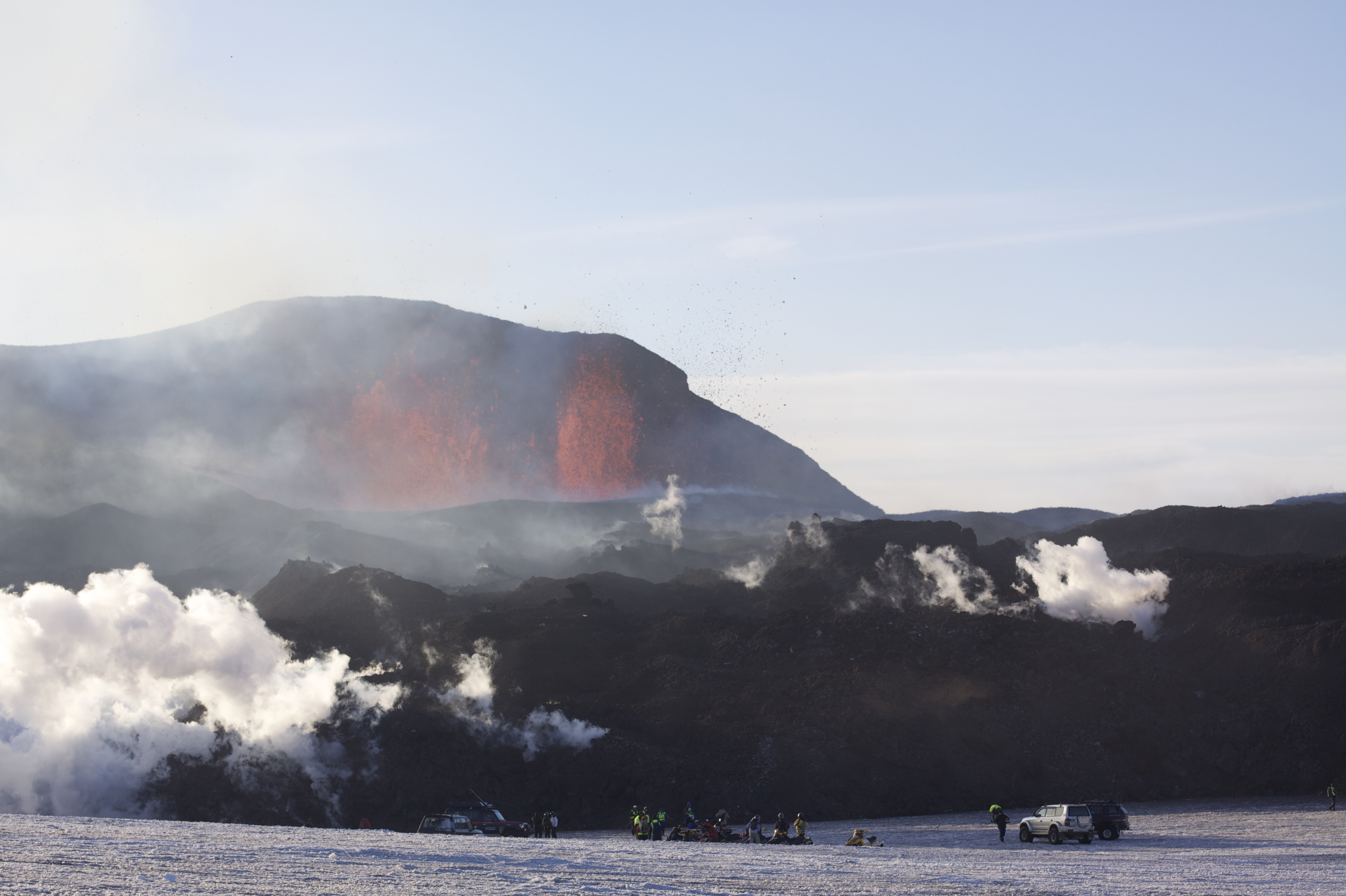
Oameni observând un vulcan în Islanda

La sfârșitul lunii decembrie 2009, a început o activitate seismică în jurul vulcanului Eyjafjallajökull, în principal cutremure mici (majoritatea de magnitudinea 1 pe scara magnitudinii momentane) la adâncimi de 7-10 kilometri sub vulcan. Pe data de 26 februarie 2010, măsurători făcute cu ajutorul hărților și ale aparatelor de măsurare ale firmei Fasteignaskrá Íslandskort și aparatură GPS folosită de Institutul Meteorologic din Islanda la ferma Þorvaldseyri din zona Eyjafjöll (ca. 15 km la sud-est de la locul erupției recente) au arătat o deplasare a scoarței locale de 3 centimetri în direcția sud, din care o deplasare de 1 centimetru avusese loc în ultimele 4 zile. Această activitate seismică neobișnuită, împreună cu mișcarea rapidă a scoarței erau dovezi că curgea magmă sub scoarță în camera magmatică a vulcanului Eyjafjallajökull, și că presiunea ce rezulta crease deplasarea observată la ferma Þorvaldseyri. Activitatea seismică a continuat, și între 3 și 5 martie aproape 3.000 de cutremure au fost măsurate la epicentrul vulcanului. Cele mai multe au fost de o intensitate mică (ca. magnitudinea 2) ca să fi putut fi luate ca prevestire a unei erupții, dar unele au putut fi simțite în orașele din apropiere. Erupția se pare că a început pe data de 20 martie 2010, cam între orele 22:30- 23:30 ora locală la câțiva kilometri est de ghețar pe pantele nordice ale pasului Fimmvörðuháls.

### Evacuările
Cam 500 de fermieri cu familiile lor au fost evacuați din zonele Fljótshlíð, Eyjafjöll și Landeyjar. Cursele aeriene între Reykjavík și Aeroportul internațional Keflavík au fost sistate, dar în seara zilei de 21 martie circulația aeriană a fost reluată.Locuitorilor din zonele de risc Fljótshlíð, Eyjafjöll și Landeyjar li s-a dat voie să se întoarcă acasă pe data de 22 martie. Poliția a închis unele drumuri, dar acestea au fost redeschise pe data de 29 martie pentru unele autovehicule. După ce a fost observată o a doua fisură, care ar fi putut cauza viituri torențiale, drumurile au fost închise din nou, dar au fost redeschise pe 1 aprilie.

### Fisura
Fisura este lungă de 500 m, direcția fiind de la nord-est spre sud-vest, cu 10-12 crateri care aruncă în aer lavă cu o temperatură de 1000 °C până la 150m înălțime. Lava este bazalt din olivină alcalină.Este relativ vâscoasă, ceea ce face să curgă destul de lent, ceea ce face ca această erupție să fie una tipică de efuziune.
La 23 martie 2010 a avut loc o explozie de vapori, când lava fierbinte a intrat în contact cu mormane de zăpadă din apropiere, emițând o coloană de vapori până la înălțimea de 7 km.
La 25 martie 2010, vulcanologii care studiau erupția au observat pentru prima dată în istorie formarea unui pseudocrater în timpul unei explozii de vapori de apă.

### Efectul asupra apei
La 22 martie 2010, un fluometru instalat în râul glacial Krossá (în care se scurg apele glaciare ale ghețarelor Eyjafjallajökull și Mýrdalsjökull) în zona Þórsmörk, la câțiva kilometri nord-vest de locul erupției, au măsurat schimbări ale temperaturii apei de până la 6 °C într-o perioadă de 2 ore, ceea ce nu s-a întâmplat niciodată în râul Krossá de când au început măsurătorile. După scurt timp, nivelul apei a revenit la normal și temperatura a scăzut și ea.

### Analiza
Eșantioane de cenușă vulcanică culese lângă locul erupției au arătat o concentrație bioxid de siliciu de 58%- mult mai ridicată decât în scurgerile de lavă. Concentrația de fluor solubil în apă este o treime a concentrației tipice pentru erupțile vulcanului învecinat Hekla, cu o valoare medie de 104 miligrame de fluor la un kilogram de cenușă. Fermierilor din zonă li s-a spus să nu-și lase animalele să bea apă din sursele afectate, deoarece concentrații înalte de fluor pot avea efecte renale și hepatice otrăvitoare, în special la oi.
Erupția eliberează între 150.000 și 300.000 tone de CO2 pe zi.

## A doua erupție
La 14 aprilie 2010, vulcanul a erupt o a doua oară după o scurtă întrerupere, de data aceasta în centrul ghețarului, cauzând viituri de zăpadă topită, ceea ce a dus la evacuarea a 800 de persoane. Drumul din apropierea râului Markarfljót a fost distrus în mai multe locuri.
Spre deosebire de prima erupție, a doua erupție a avut loc chiar sub calota de gheață. Apa rece a zăpezii topite răcește lava repede și o fragmentează în sticlă, creând mici particule de sticlă care sunt amestecate cu coloana erupției. Acest lucru, și magnitudinea erupției, care se crede că ar fi de 10 sau de 20 de ori mai puternică decât cea de la Fimmvörðuháls din 20 martie, au creat un nor de erupție plin cu fragmente de sticlă, care este foarte periculos pentru motoarele avioanelor.

### Efectele norilor de cenușă asupra aviației
Cenușa vulcanică este un hazard major pentru avioane.
A doua erupție vulcanică a avut multe efecte negative asupra traficului aerian. Cu toate că o parte a cenușii a căzut la pământ în Islanda, cea mai mare parte a fost dusă de vânt spre est, ceea ce a dus la închiderea multor aeroporturi din Europa.

## Efecte pe termen lung asupra mediului înconjurător

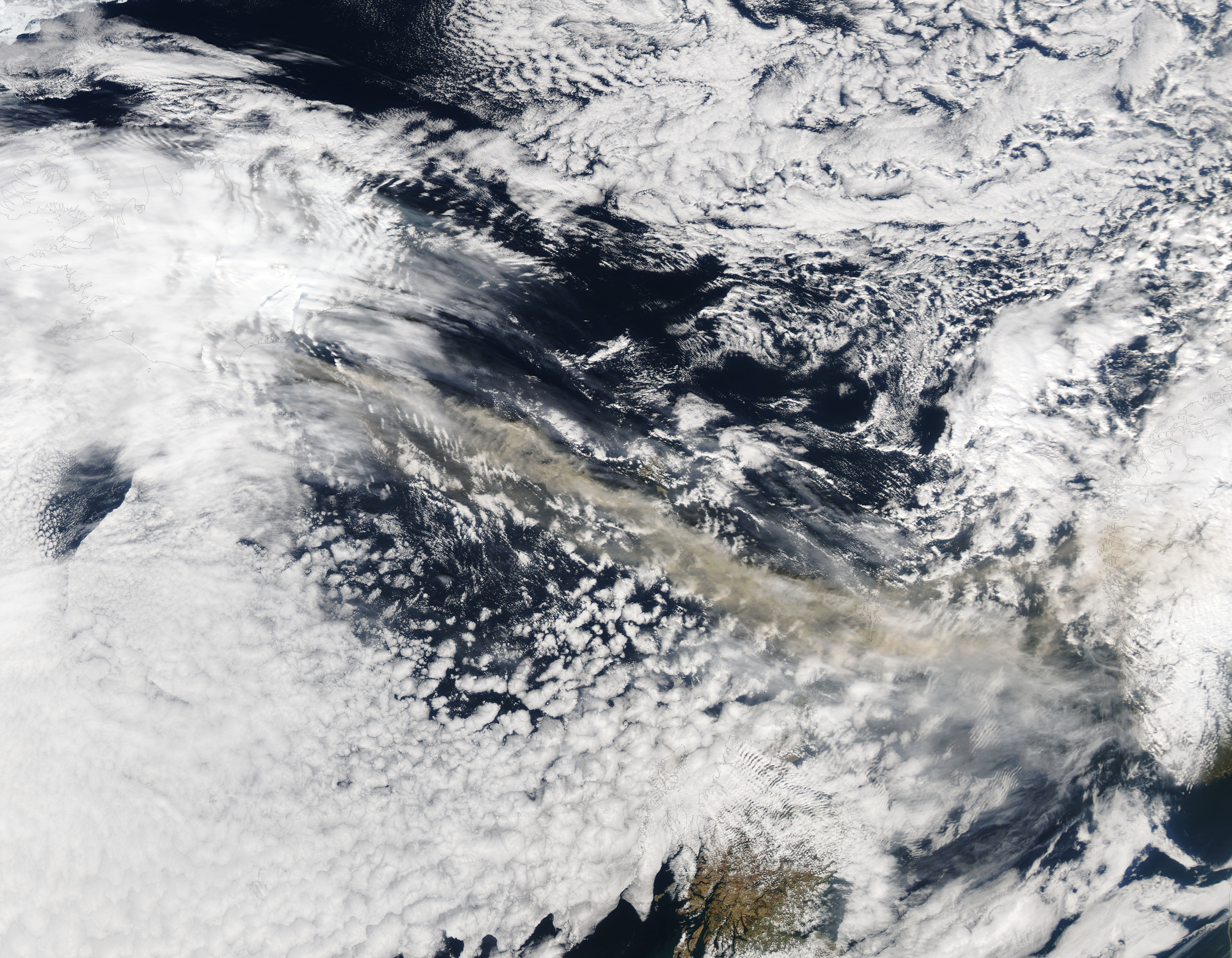
Fotografie luată de satelitul Aqua, care arată norul de cenuşă peste Atlanticul de Nord la 13:30 GMT pe data de 15 aprilie

Poluarea mediului înconjurător cu fluor poate avea efecte negative asupra animalelor, în special al oilor. Otrăvirea cu fluor poate începe deja de la un conținut de fluor în alimentație de 25 ppm. La o concentrație de 250 ppm moartea poate avea loc după câteva zile. În 1783, 79% din oile din Islanda au murit, probabil ca rezultat al otrăvirii cu fluor cauzate de erupția vulcanului Laki. Efectele s-au răspândit și în afara Islandei.
Cantități mari de dioxid de sulf în atmosferă pot fi și ele periculoase pentru sănătatea umană, în special pentru cei care suferă de boli de respirație.
Până pe 14 aprilie 2010 nu se măsurase încă un efect la fel de mare asupra temperaturii globale ca aceea cauzată de erupția vulcanului Pinatubo din Filipine în 1991. Dar erupții anterioare ale vulcanului au durat chiar și un an de zile. Ca analogie, erupția vulcanului Laki se crede că a fost cauza unor fenomene meteorologice neobișnuite, de la furtuni de grindină la înghețarea fluviului Mississippi la New Orleans.